# Saint-Herblain
Saint-Herblain település Franciaországban, Loire-Atlantique megyében. Lakosainak száma 50 561 fő (2022. január 1.). Saint-Herblain Bouguenais, Couëron, Indre, Nantes, Orvault és Sautron községekkel határos.

## Népesség
A település népessége az elmúlt években az alábbi módon változott:
| Lakosok száma | 18 604 | 41 958 | 42 774 | 43 901 | 43 784 | 45 786 | 46 268 | 47 415 | 49 067 | 50 561 |
|               | 1968   | 1982   | 1990   | 2006   | 2013   | 2015   | 2017   | 2019   | 2020   | 2022   |